# 交通心理学
交通心理学（こうつうしんりがく）は、応用心理学の一分野で、交通場面における人間（運転者、歩行者、旅客など）の行動特性を解明し、交通事故や交通トラブルの防止に寄与することを目的とする研究領域である。交通心理学は鉄道、船舶、航空機等の交通も研究対象とするが、自動車の普及を背景に発展した歴史的経緯から道路交通の研究がその中核を占めてきた。
研究テーマには、運転時の人間の情報処理と行動特性の研究、交通事故と運転者適性の関連性の解明、交通行動の文化的背景の研究、運転技能訓練や交通安全教育の手法の研究などが含まれる。研究成果は輸送機械の設計や交通システムの改善に役立てられている。
日本においては、近年、交通事故死者数こそ減少傾向にあるものの、交通事故件数自体は減っていない。また社会全体の高齢化に伴い、高齢者が交通事故の被害者になるばかりでなく、加害者となるケースが増加している。このような状況下で、交通心理学の果たすべき役割は大きくなっている。